# Herbert Dieckmann
Herbert Dieckmann (Duisburg, el 22 de mayo de 1906 - Ithaca, Nueva York - el 16 de diciembre de 1986) fue un profesor alemán y, tras exiliarse, un universitario estadounidense, historiador de la Ilustración francesa y descubridor de importantes escritos de Diderot en 1948.

## Trayectoria
Dieckmann, de estudios romanistas en Bonn, concretamente franceses, hizo su trabajo de especialización en 1930, sobre la perspectiva artística de Paul Claudel  (Die Kunstanschauung Paul Claudel's), en la Rheinische Friedrich-Wilhelms-Universität de Bonn, con el prestigioso profesor Ernst Robert Curtius. 
Pudo tratar en Francia a Bernard Groethuysen, Paulhan, Chestov, o André Gide, lo que acentuó su cosmopolitismo (en Roma conoció además a Croce y Gentile). Así que, dadas las nuevas circunstancias políticas alemanas, emigró en 1933 con su mujer Liselotte Dieckmann (1902–1994), nacida Neisser, que era una germanista de origen judío-alemán. 
Primero fueron a Roma; en 1934, marcharon a Turquía, a la Escuela de Lenguas Extranjeras (Yabancı Diller Okulu) de la Universidad de Estambul, destino de muchos académicos alemanes emigrados, como Erich Auerbach. Allí dio clases de italiano y de latín. 
En 1938 se instalaron en EE UU. Hasta 1949 dio clases en la universidad de Washington en Saint-Louis. Este país que les concedió el cambio de nacionalidad ya en 1945, y allí murió Dieckmann a los ochenta años, tras una dilatada docencia en alemán, francés e inglés.
Dieckmann enseñó, hasta 1949, en la Washington University de St. Louis; hasta 1966, en la Harvard University, y finalmente en la Cornell University. Al tiempo, tras la guerra, siguió publicando en Alemania y dio seminarios ocasionales en su antiguo país.

### LosFonds Vandeul
Además Dieckmann encontró —en un castillo francés (Château des Ifs, Seine-Maritime), en 1948—, los importantísimos papeles póstumos y secretamente escondidos de Denis Diderot, los llamados Fonds Vandeul, guardados por los herederos de su hija Angélique de Vandeul (a la que el 'philosophe' le entregaba siempre una copia de sus escritos). 
El descubridor de ese tesoro literario los reprodujo fotográficamente en Harvard y los depositó al tiempo en la Biblioteca Nacional de Francia. Sobre esos escritos, puede verse su descripción en Inventaire du fonds Vandeul et inédits de Diderot (Ginebra, 1951).
En ese año, Dieckmann publicó la diderotiana 'Lettre apogolétique de l'abbé Raynal à M. Grimm, pues gracias a esos nuevos documentos comprobó que la participación de Diderot en un famoso libro anticolonialista —la Histoire des deux Indes de Raynal—, era mucho más amplia de lo que se creía (un tercio del total). 
Sobre todo Dieckmann, con su Inventario de estos fondos —que han revolucionado la indagación sobre el más importante escritor francés del XVIII—, puso los fundamentos de la nueva edición internacional, crítica y completa de la obra de Diderot, con Jean Fabre, Jacques Proust y Jean Varloot): Diderot, Œuvres complètes, iniciada en 1975 aún activa. Se considera a Dieckmann, pues, un verdadero pilar en los estudios diderotianos, a los que además aportó lucidez e imaginación.
Pero sus trabajos no sólo se limitan a Diderot, aunque este sea su centro, como puede verse en los autores y temas abordados en sus Estudios sobre la ilustración europea. Dieckmann es una figura capital para los romanistas, pero muy poco conocida en los países de habla española. 
Se le admira y evoca siempre en Francia (donde su eco se hizo claro destacadamente junto con el diderotiano Jacques Proust) y en Italia. Sus escritos, que combinan gusto, rigor y honestidad intelectual, están elaborados con claridad y riqueza de información.

## Obra
- Stand und Probleme der Diderot-Forschung. Ein Beitrag zur Diderot-Kritik, Bonn, 1931, artículo.
- Goethe und Diderot, 1932, artículo.
- Diderots Naturempfinden und Lebensgefühl, Estambul, 1937
- Studies in honor of Frederick W. Shipley, St. Louis, 1942, editor con Otto Brende.
- Le philosophe. Texts and interpretation, St. Louis, 1942
- Inventaire du fonds Vandeul et inédits de Diderot, Ginebra, 1951
- Edita Lettre apogolétique de l'abbé Raynal à M. Grimm, 1951
- Essays in comparative literature, St. Louis, 1951
- Diderot et Falconet: Correspondance. Les 6 premières lettres, Fráncfort, 1959, editor con Jean Seznec.
- Cinq leçons sur Diderot, Ginebra/París, 1959
- Diderot und Goldoni, Krefeld, 1961
- Essays in comparative literature, St. Louis 1961, editor con Harry Levin y Helmut Motekat
- Die künstlerische Form des Rêve de d’Alembert, Colonia, 1966
- Diderot und die Aufklärung. Aufsätze zur europäischen Literatur des 18. Jahrhunderts, Stuttgart, 1972
- Studien zur europäischen Aufklärung, Múnich, 1974
- Diderot, Œuvres complètes. Edición crítica y anotada, bajo la dirección de Herbert Dieckmann, Jean Fabre y Jacques Proust; y el apoyo de Jean Varloot, París, 1975 ss.
- Deutsch-französische Gespräche 1920–1950. La correspondance de Ernst Robert Curtius avec André Gide, Charles DuBos et Valéry Larbaud, Fráncfort, 1980, editor con Jane M. Dieckmann.
- Diderot und die Aufklärung. (Vorträge gehalten anlässlich eines Arbeitsgesprächs vom 4.–6. Juni 1978 in der Herzog-August-Bibliothek), Múnich, 1981, editor.